# Siedleckia caulleryi
Siedleckia caulleryi is een soort in de taxonomische indeling van de Myzozoa, een stam van microscopische parasitaire dieren. Het organisme komt uit het geslacht Siedleckia en behoort tot de familie Siedleckiidae. Siedleckia caulleryi werd in 1936 ontdekt door E. Chatton & F. Villeneuve.